# Sierra del Pozo
La Sierra del Pozo se encuentra dentro del parque natural de las Sierras de Cazorla, Segura y Las Villas, perteneciente a la Cordillera Subbética, su máxima cota es Cabañas a 2027 m s. n. m.
Rutas por la Sierra del Pozo
- Datos: Q6128040
- Multimedia: Sierra del Pozo / Q6128040